# Starka Ba Lan

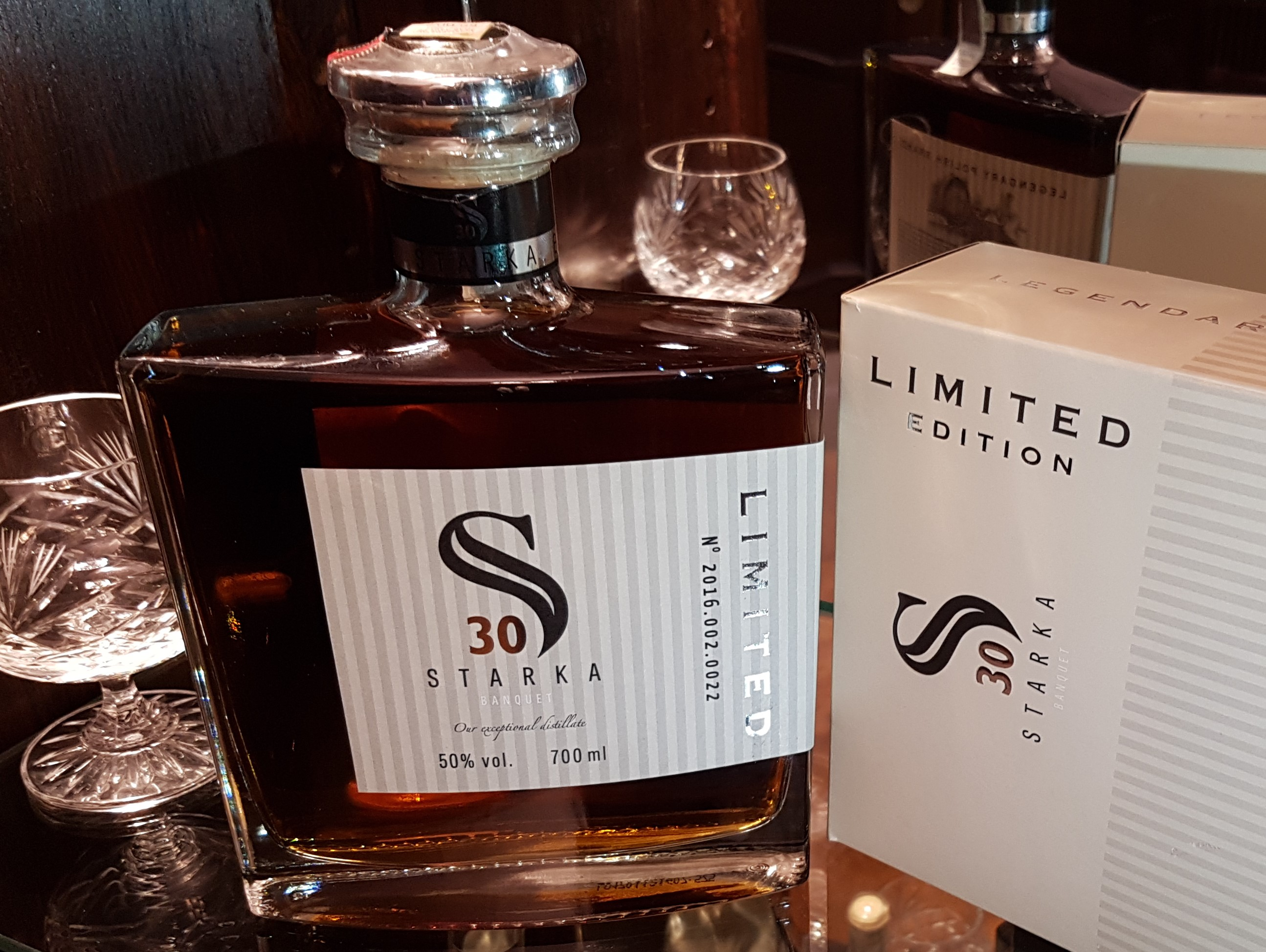
Starka phiên bản giới hạn

Starka là một loại rượu mạnh có xuất xứ từ nền văn hóa chung của khối thịnh vượng Ba Lan và Litva. Ở Ba Lan, Starka được coi như một xa xỉ phẩm, với một chai Starka 50 tuổi có thể lên đến giá vài nghìn złotys. Rượu Starka càng cổ thì lại càng quý, càng ngon.

## Lịch sử và truyền thống
Starka được cho là đã xuất hiện từ thế kỷ 15, tại Ba Lan và Litva, sau này là Liên bang Ba Lan - Litva. Đến thế kỷ 17, Starka trở thành một thức uống được ưa chuộng trong giới quý tộc của khối thịnh vượng chung, đồng thời cũng là một phần của nền văn hóa Sarmatist.
Truyền thống gắn với Starka là, khi một bé trai đầu lòng trong một gia đình quý tộc chào đời, người cha sẽ chôn một thùng rượu được ủ bằng gỗ sồi và bịt kín hai đầu bằng sáp ong xuống đất, sau đó đợi đến ngày cưới của em bé thì mới đào lên uống. Ngoài ra, theo truyền thống, Starka cũng được dùng trong các đám cưới hoặc khi có một sự kiện vui nào đó.
Trong Chiến tranh thế giới thứ hai, Polmos là công ty độc quyền rượu duy nhất tại Ba Lan sản xuất Starka. Năm 1947, lô Starka đầu tiên được đóng chai và được bán 8 năm sau đó. Sau này, khi Polmos bị giải thể, Starka gần như đã biến mất trên thị trường vào năm 2009. 7 năm sau đó, Starka quay trở lại thị trường và được bán độc quyền bởi Szczecińska Fabryka Wódek Starka.
Công thức để làm ra Starka đến giờ vẫn được giữ bí mật nhưng nhìn chung Starka được ủ từ lúa mạch đen. Quy trình làm ra Starka cũng rất nghiêm ngặt, thông thường rượu Starka phải được ủ trong thùng gỗ sồi với lá bồ đề và lá táo, ít nhất 10 năm để cho ra được mùi vị và màu sắc độc đáo nhất. Đồng thời, quy trình ủ rượu cũng được theo sát bởi các chuyên gia, bởi sự thay đổi nhiệt độ và độ ẩm đều có thể làm ảnh hưởng đến chất lượng của rượu.

## Hương vị
Đối với những người sành rượu, thì hương vị của Starka làm người ta gợi nhớ đến hương vị của Whisky. Cũng chính vì thế mà Starka còn được mệnh danh là “Whisky Ba Lan”.

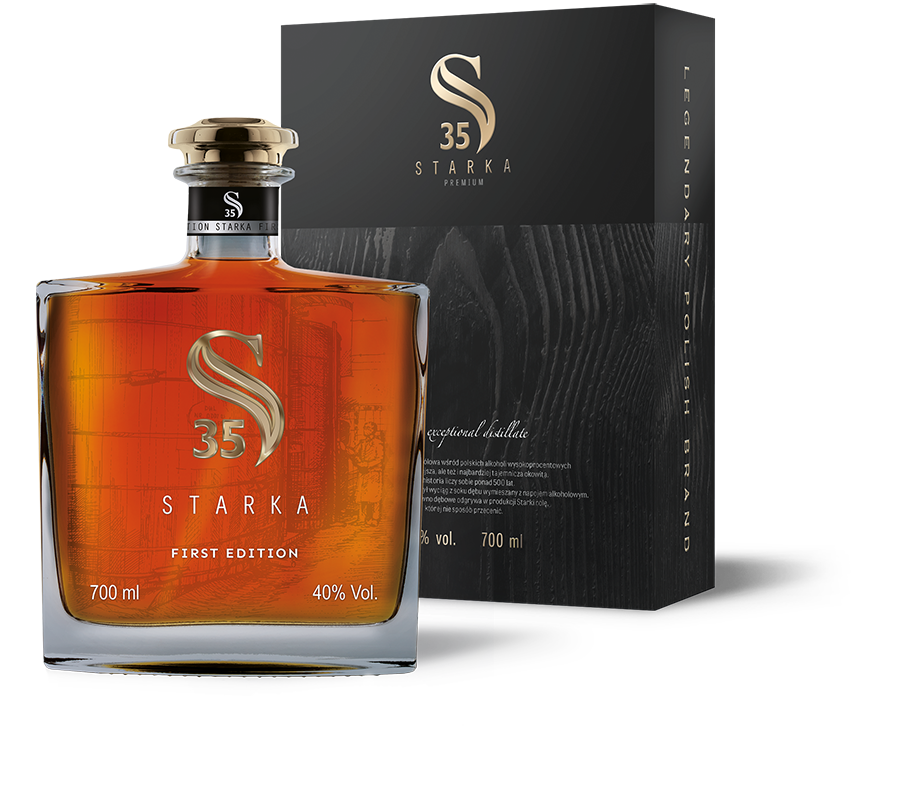
Starka có độ cồn từ 40%

Starka mang hương thơm ngọt ngào xen lẫn mùi gỗ, pha hương tiêu xanh và thảo cỏ. Màu rượu Starka là màu đỏ ánh đồng nhìn rất sang trọng. Starka được miêu tả là có vị ngọt như táo caramel xen lẫn với vị cay tê của hương quế và nhục đấu khấu, tạo ra một hương vị tuyệt vời khó quên.